# Pallavolo Femminile Matera
Maillots
Le Pallavolo Femminile Matera est un ancien club italien de volley-ball basé à Matera, qui a fonctionné de 1976 à 2000.

## Palmarès
- Championnat d'Italie
  - Vainqueur : 1992, 1993, 1994, 1995.
- Coupe d'Italie
  - Vainqueur : 1993, 1994, 1995.
- Coupe des champions
  - Vainqueur : 1993, 1996.
  - Finaliste : 1995.
- Coupe de la CEV
  - Vainqueur : 1991, 1992.
- Supercoupe d'Europe
  - Vainqueur : 1993.
- Championnat du monde des clubs
  - Finaliste : 1994.

## Joueuses majeures
- Carmen Turlea  Roumanie
- Angelica Ljungquist  Suède
- Elles Leferink  Pays-Bas
- Maybellis Martinez  Cuba
- Anna Vania Mello  Italie
- Suzanne Lahme  Allemagne
- Keba Phipps  États-Unis
- Ielena Tcheboukina  Russie
- Nancy Celis  Belgique
- Gabriela Pérez del Solar  Pérou